# Зруйнування Трої
Зруйнування Трої (грец. Ἰλίου πέρσις) — втрачена епічна поема стародавньої грецької літератури. Це одна з поем епічного циклу, тобто «троянського» циклу, в якому в епічному стилі викладаються події троянської війни. Події в Зруйнуванні Трої хронологічно відбуваються одразу за подіями Малої Іліади, а за ними йдуть події, викладені у поемі Ности («Повернення»). Авторство Зруйнування Трої приписується Арктіну Мілетському (див. поети епічного циклу). Поема складається з двох книг, написаних дактилічним гекзаметром.